# PC Card

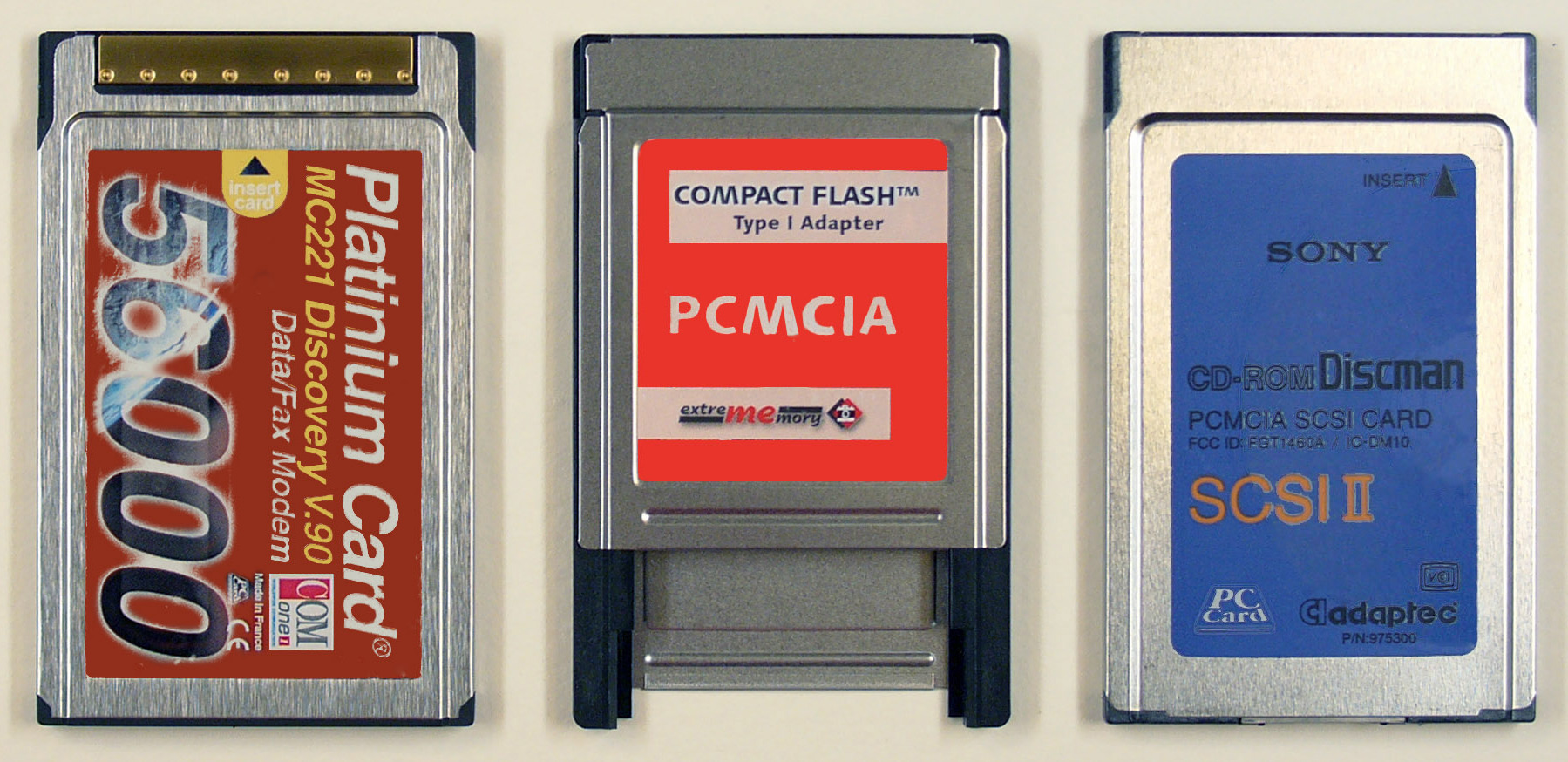
Různé PC karty

Logo PC Card

PC Card, původně PCMCIA (Personal Computer Memory Card International Association), je rozhraní (slot) vyskytující se zejména u notebooků. PCMCIA karty podporují funkce Plug-and-play a Hot swapping. Nástupcem PCMCIA je rozhraní ExpressCard.

## Typy
Existují tři typy paměťových karet a pro ně určených slotů. Každý z typů je zpětně kompatibilní.
- Type I – o tloušťce 3,3 mm. Používají se u PDA, flash pamětí, pamětí RAM, EEPROM a OTP.
- Type II – o tloušťce 5 mm.
- Type III – o tloušťce 10,5 mm. Určené zejména pro odpojitelné pevné disky a radiokomunikační přístroje.

## CardBus
CardBus je označení pro pozdější, 32bitovou, verzi PCMCIA. Disponuje funkcí bus mastering, která umožňuje zařízení na kartě přístup přímo do paměti. CardBus lze od předchozích PCMCIA verzí odlišit pomocí kovového a většinou zlatého hřbetu nad konektorem.

## ZoomedVideo
ZoomedVideo je zabudovaná funkce umožňující přímý zápis do videopaměti.[zdroj?] Dříve používaná k vyhrazenému přenosu obrazových dat na výstupní displej notebooku.[zdroj?]